# Фортеця

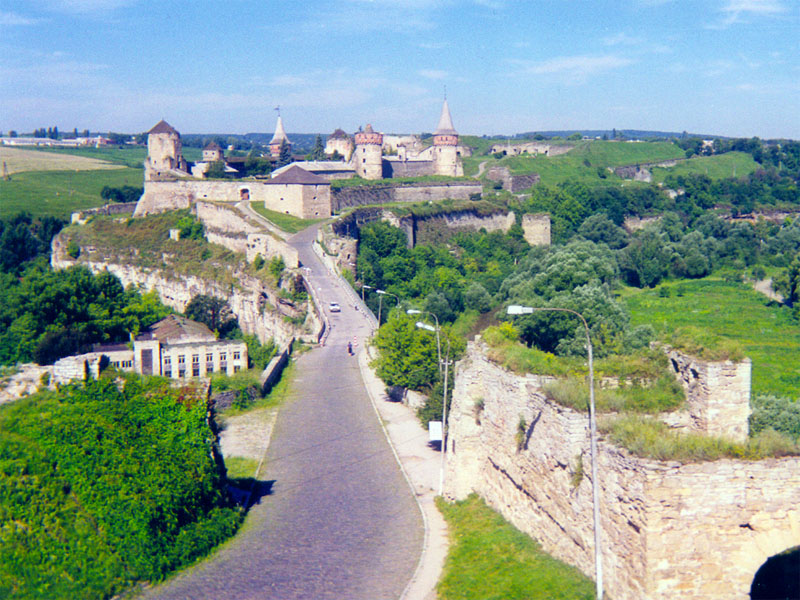
Фортеця у Кам'янці-Подільському

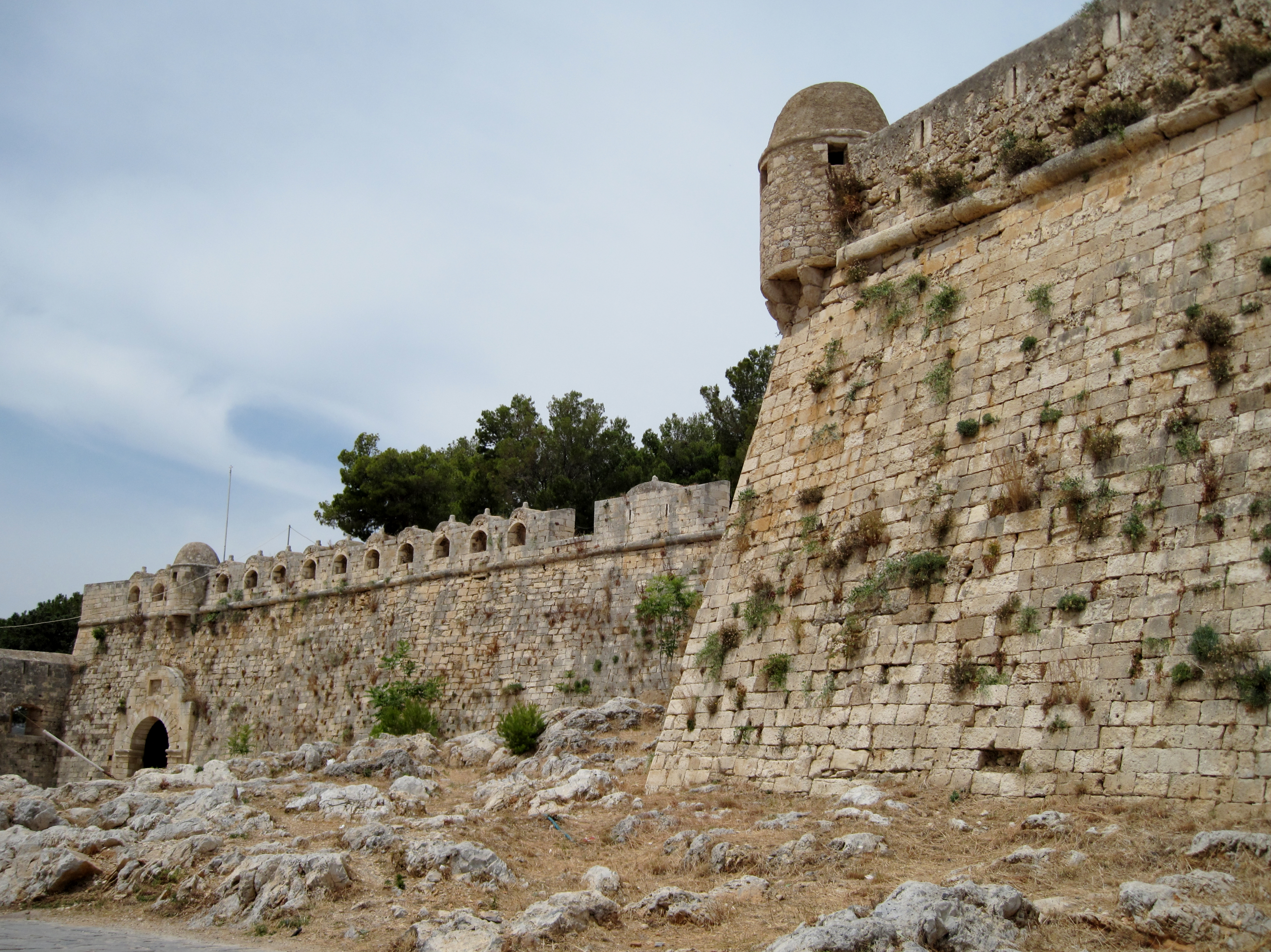
Твердиня в Ретимно

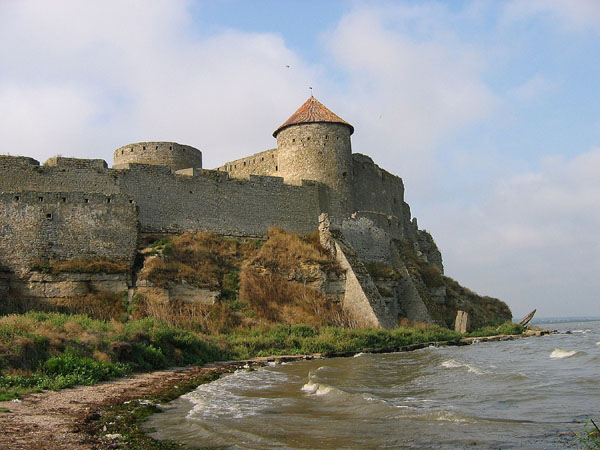
Білгород-Дністровська фортеця

Форте́ця або хворте́ця (від італ. fortezza, від лат. fortis — «сильний»), інколи тверди́ня, кріпость — «укріплений пункт з міцними капітальними спорудами, постійним гарнізоном, озброєнням та різними запасами, призначеними для тривалої кругової оборони».
З винаходом нових видів озброєння і застосуванням нової тактики ведення бою значимість фортець як основних оборонних пунктів послабла.
Як правило це територія, обнесена фортечним муром та/або куртиною з бійницями та зубцями. До комплексу споруд фортеці могли входити цитадель, муровані замки, з донжонами, фортечні вежі та бастіони. Також у фортецях будували церкви, а для гарнізону — казарми. Фортеці були добре захищені системою земляних укріплень, як-от рів з водою, або без неї та вал.

## Історія
З розвитком військової справи і будівництва фортеці змінювали обриси.
До перших фортець можна віднести земляні вали, ряди з частоколу, якими огороджувалися невеликі поселення. Деякі первісні фортеці влаштовувалися на пагорбах, пізніше перед фортечним муром з'являються рови з водою. На території України один з найдавніших зразків фортифікації знайдений у селі Жванець, збереглися також Змієві вали, сліди і назви великої кількості укріплених городищ. Яскраві історичні приклади — фортеці в Білгороді, Любечі. Культові споруди, зокрема, монастирі, церкви, костели, синагоги також нерідко будувалися як оборонні.
У середньовіччі набули поширення невеликі фортеці — замки, у яких мешкали феодали. Замки слугували захистом від набігів сусідів. У них знаходили притулок й селяни, що перебували в повинності у феодала. З кінцем феодальної роздробленості роль замків знижується. Деякі замки перебудовуються в палаци і втрачають своє оборонне значення.
У ХІХ столітті, з розвитком артилерії, в архітектурі фортець знижується роль цегляних стін, натомість розвиваються земляні насипні структури, а також починається впровадження залізобетону. В ХХ столітті на зміну фортецям приходять укріплені райони.
У мирний час деякі краще збережені фортеці стають пам'ятками історії та архітектури, популярними туристично-екскурсійними комплексами: фортеці в Кам'янці Подільському, Хотині, Меджибожі, Мукачево, Збаража тощо.

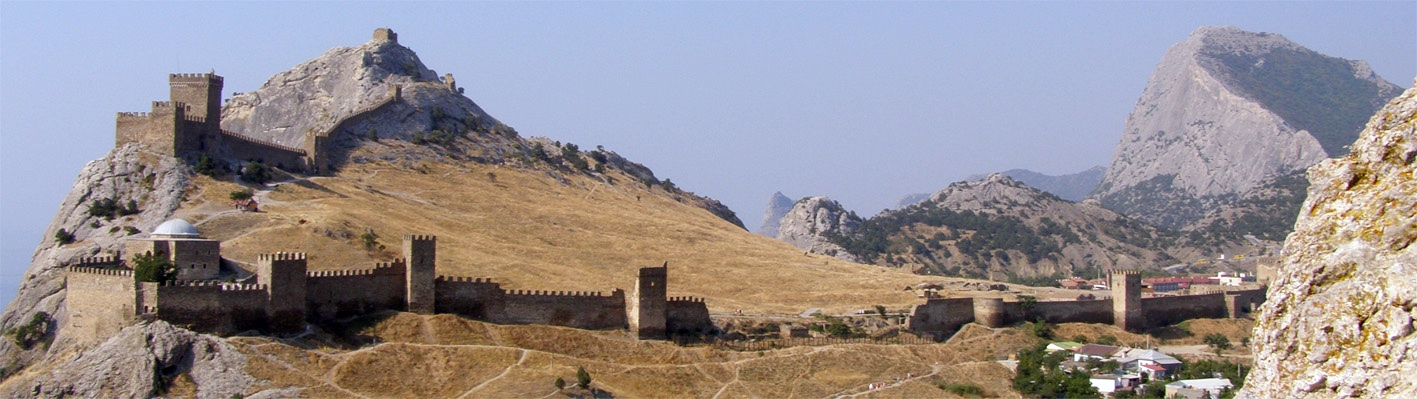
Панорама генуезької фортеці. Судак

## Опис
Фортецею називають як одиночну оборонну будову, так і комплекс будівель. Як правило, це обнесена муром територія, в якій знаходиться постійний гарнізон, з великим запасом продовольства і озброєння, для перебування в довготривалій облозі. Лише з винаходом нових видів озброєння і застосуванням нових тактик ведення бою значимість фортець як основних оборонних пунктів ослабла.
До перших фортечних споруд можна віднести земляні вали, ряди з частоколу, яким огороджувалися невеликі поселення. Деякі первісні фортеці влаштовувалися на пагорбах, пізніше перед фортечною стіною з'явилися рови з водою. З розвитком військової справи і будівництва, фортеці змінювали обриси.
Класична фортеця складалася з веж (круглого або квадратного перетину), з'єднаних фортечною стіною з бійницями.
В середні віки набули поширення невеликі фортеці — замки, в яких проживали феодали. Замки слугували захистом від набігів сусідів. У замку знаходили притулок і селяни, які перебували в повинності у феодала. З кінцем феодальної роздробленості роль замків знизилася. Деякі замки перебудували в палаци після чого вони втратили своє оборонне значення.
Слід розуміти різницю між фортецею і замком. Якщо замок — це, фактично, одна будівля, в якому в єдине ціле з'єднані і стіни, і мости, і житлові приміщення (казарми, арсенали), і вежі, і рови, і інші споруди, то фортеця — це по суті ділянка землі, обнесена стіною з вежами. При цьому територія може бути як щільно забудована (будинками, церквами, складами і т. П.), Так і порожня — в цьому випадку можна говорити про фортечний двір. Крім того, фортеця, як правило, має набагато більшу площу, ніж замок, що і дозволяло забудовувати внутрішній простір фортець різними будівлями.

## Склад
- Ядро фортеці, цитадель, дитинець — головне (центральне) укріплення фортеці.
- Головна (центральна) огорожа — головне (центральне) укріплення фортеці, що мало суцільну кругову огорожу навколо ядра фортеці і складалося з валів з ровом попереду, що з'єднують окремі опорні пункти фортеці (форти, бастіони). Призначення головної (центральної) огорожі — захист ядра фортеці від атаки відкритою силою і слугує тиловою позицією на випадок прориву противника.
- Фортовий (бастіонний) пояс фортеці — головна позиція фортеці, що складається з окремих фортів (бастіонів), розташованих в декількох кілометрах від ядра фортеці і утворює зовнішній пояс її укріплень.

## Міста-фортеці
Середньовічне місто оточували фортечною стіною — в таких випадках саме місто і було фортецею. У XV–XVI століттях із зростанням міст значення стін фортеці, які оточували лише центральну частину міста, знижувалося. Стіни руйнували, або ж на їх основі будували будинки.

## Відомі фортеці
Багато фортець отримували історичну популярність в результаті їх наполегливої оборони (Ізмаїл, Нарин-Кала, Брестська фортеця). Деякі фортеці стали відомі як в'язниці (наприклад, лондонський Тауер, паризька Бастилія, Петропавлівська фортеця, Косий капонір).
Багато фортець збереглися досі і є історичними пам'ятками.